# Аспидная доска

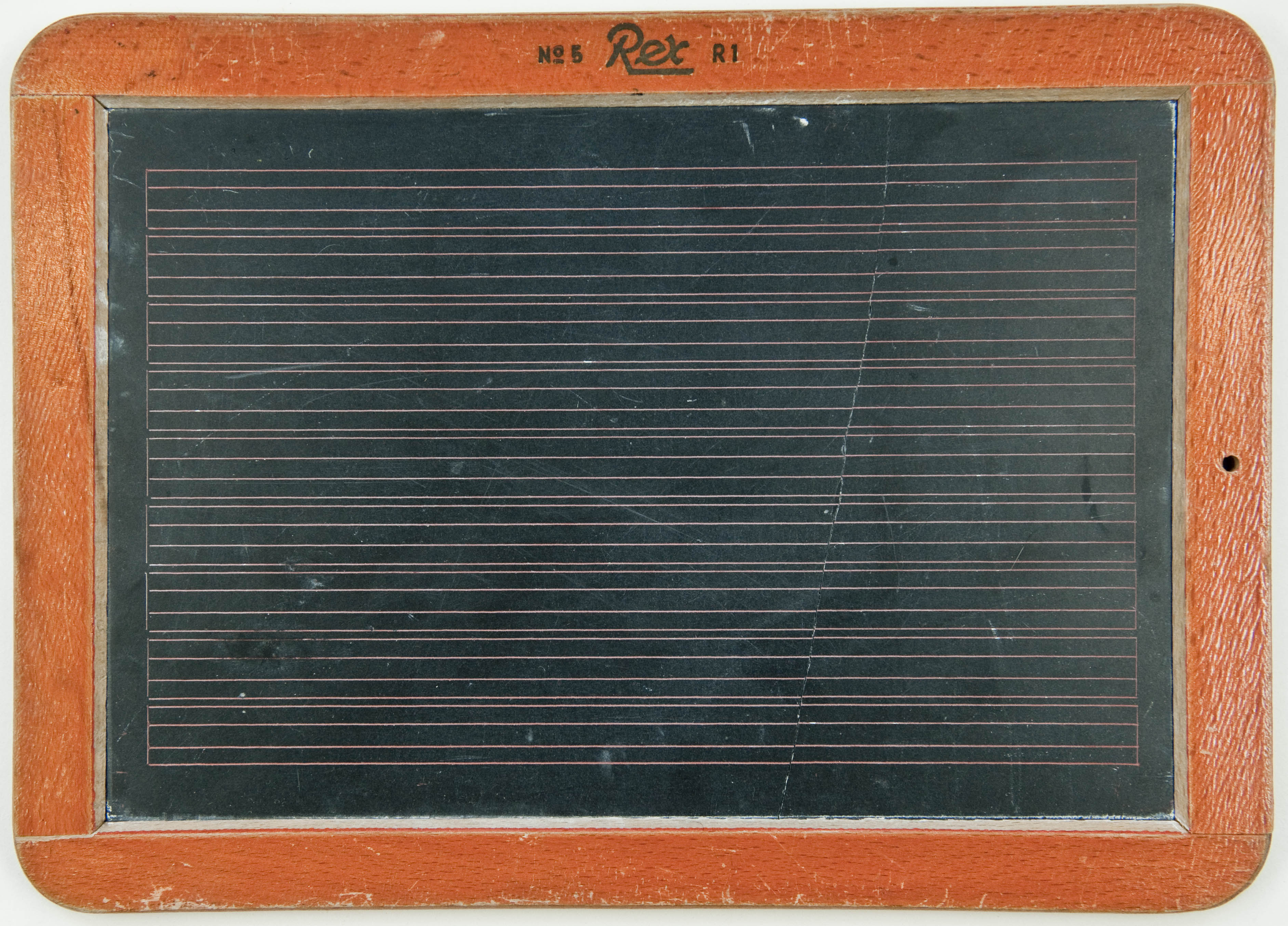
Грифельная доска

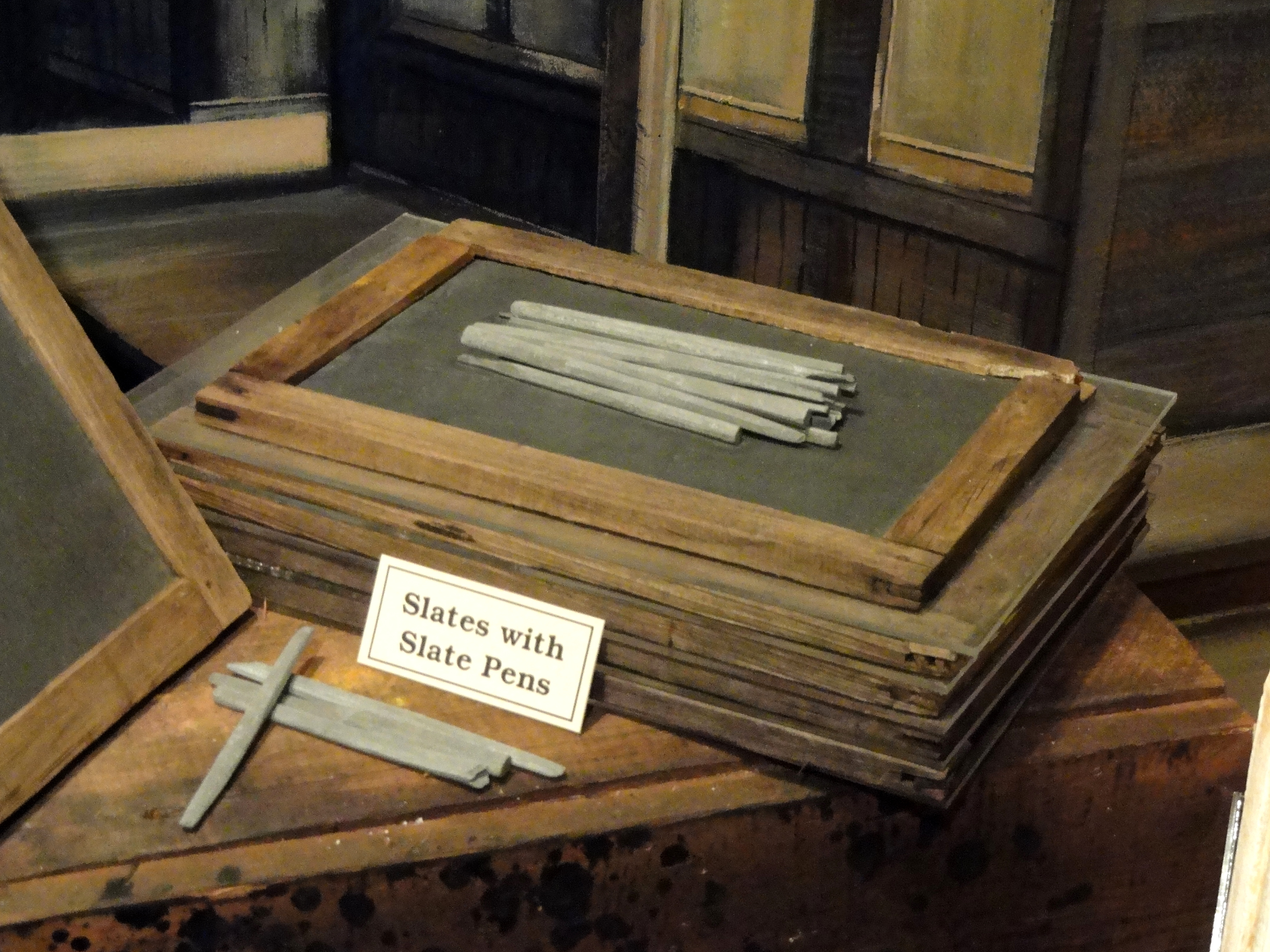
Грифели и доски, найденные на затонувшем в 1856 году пароходе «Арабия»

А́спидная или грифельная доска — письменная принадлежность в виде пластины из сланца, на которой учились писать до использования в обиходе тетрадей. Получила своё название из-за материала, чёрного твёрдого сланца — аспида. Вышла из употребления в середине XX века.

## Описание и использование
Аспидная доска представляла собой пластину из цветного сланца толщиной около 20 мм и величиной примерно с современную школьную тетрадь. Пластина обрамлялась деревянной рамкой. На аспидной доске писали грифелем или палочкой, которая оставляла след. С конца XIX века вместо грифеля начали использовать палочки из алюминия, которые на грифельной доске оставляют белый, легко стирающийся след. К аспидной доске прилагалась губка или кусок ткани, которые использовались для стирания. Использовались также доски, на которых писали мелом.
Иногда поверхность сланца расчерчивалась горизонтальными линиями.
Кроме того, мебельщики изготовляли из аспидных досок столешницы, моряки использовали аспидную доску для вычислений координат, а рабочие на производствах использовали доски для учета произведённых изделий.

## История

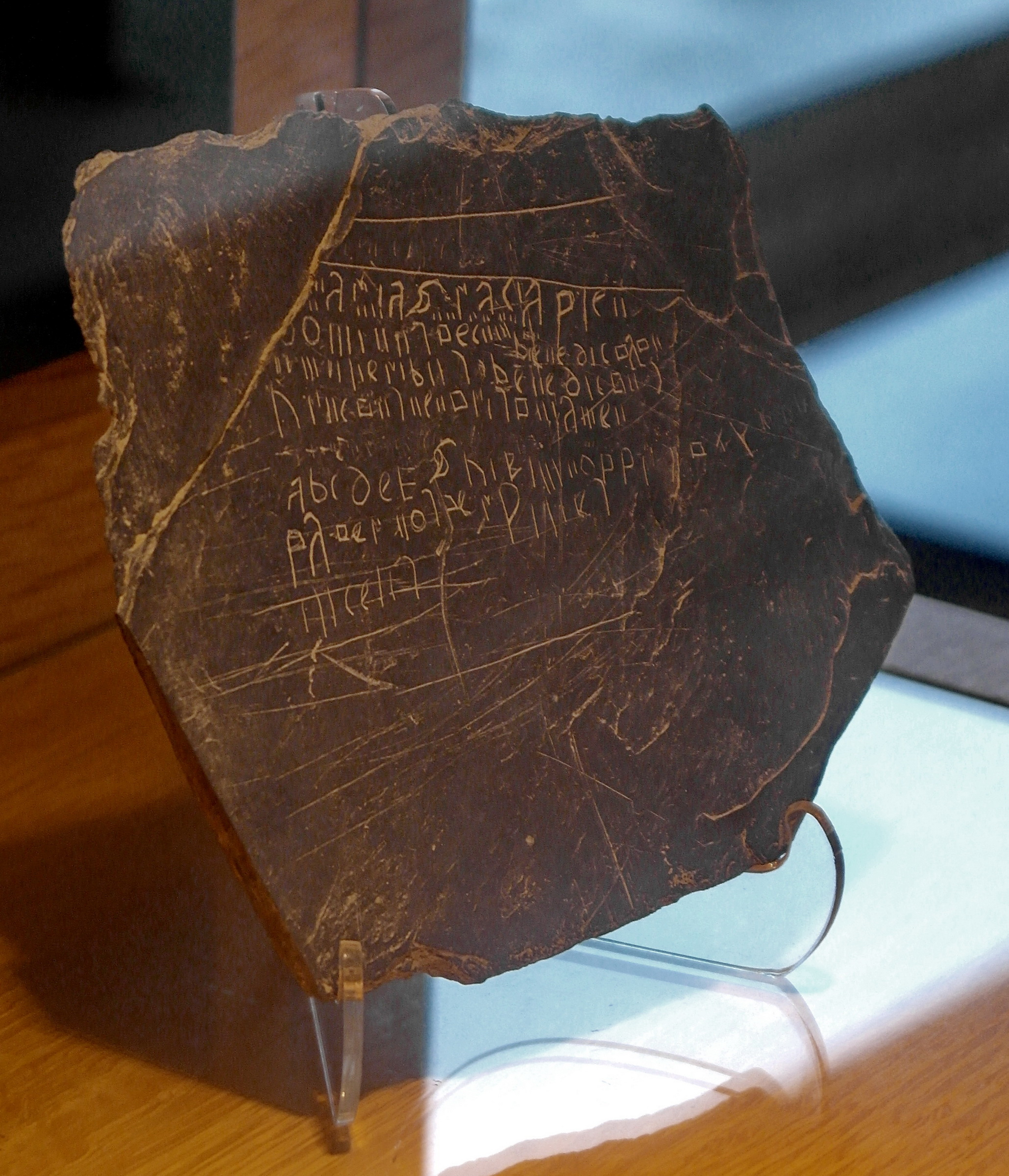
Сланцевая табличка для письма XIV века

Первое письменное упоминание использования аспидной доски относится к концу XIV века: о ней пишет Д. Чосер в «Трактате об астролябии». Встречаются также упоминания использования в XVI—XVII веках. Однако массовое использование аспидных досок началось в конце XVIII века — с разработкой месторождения сланца в Уэльсе и с развитием сланцевой индустрии — в XIX веке почти в каждой школе мира использовались аспидные доски. С 1930-х годов аспидные доски практически вышли из употребления.

Аспидные доски в живописи
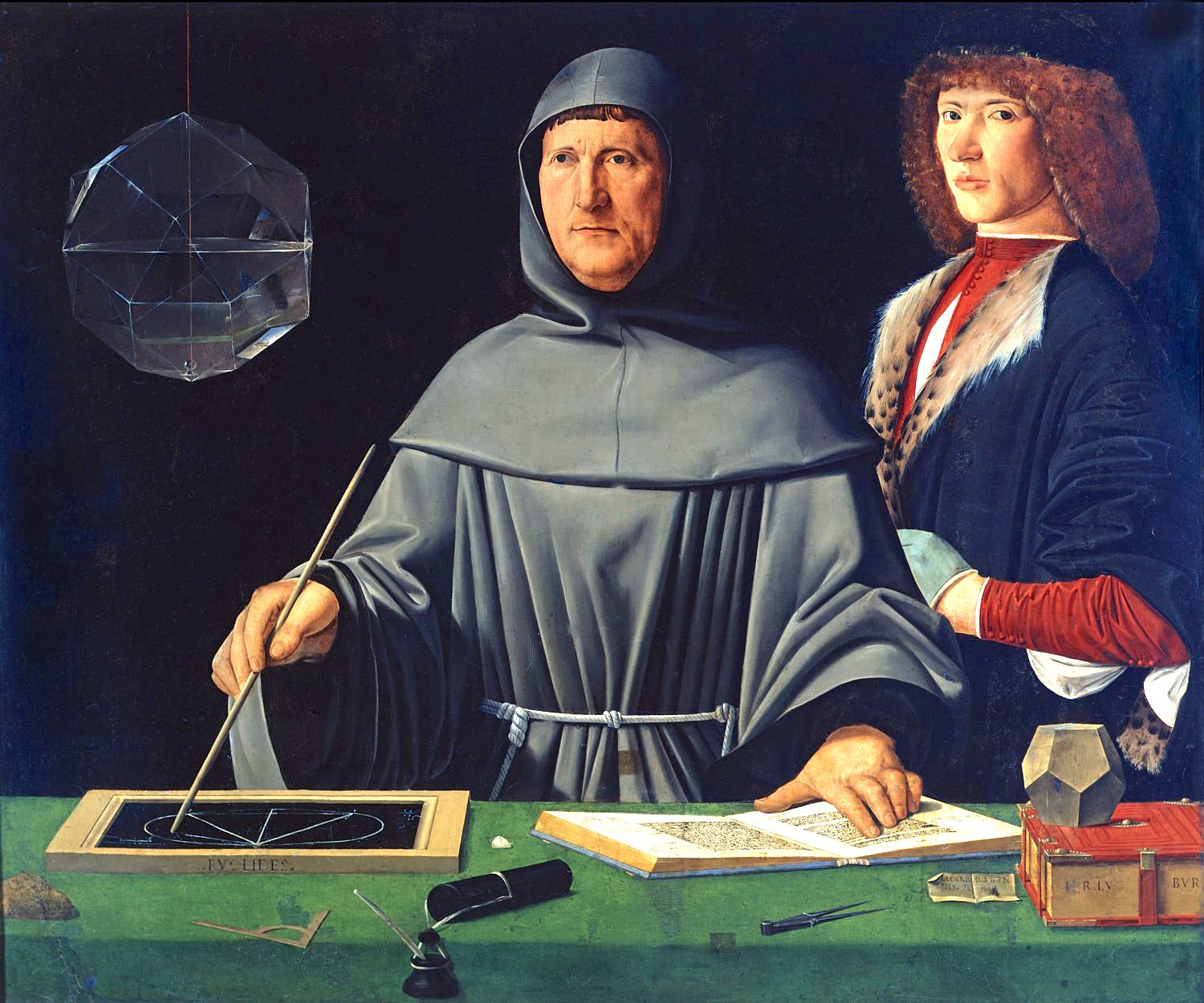
Портрет Луки Пачоли (около 1495—1500), на столе лежит аспидная доска.
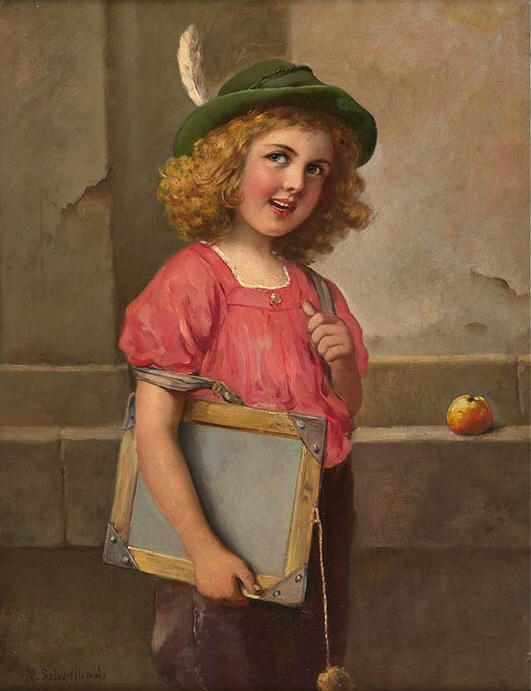
Карл Шелльбах Школьница
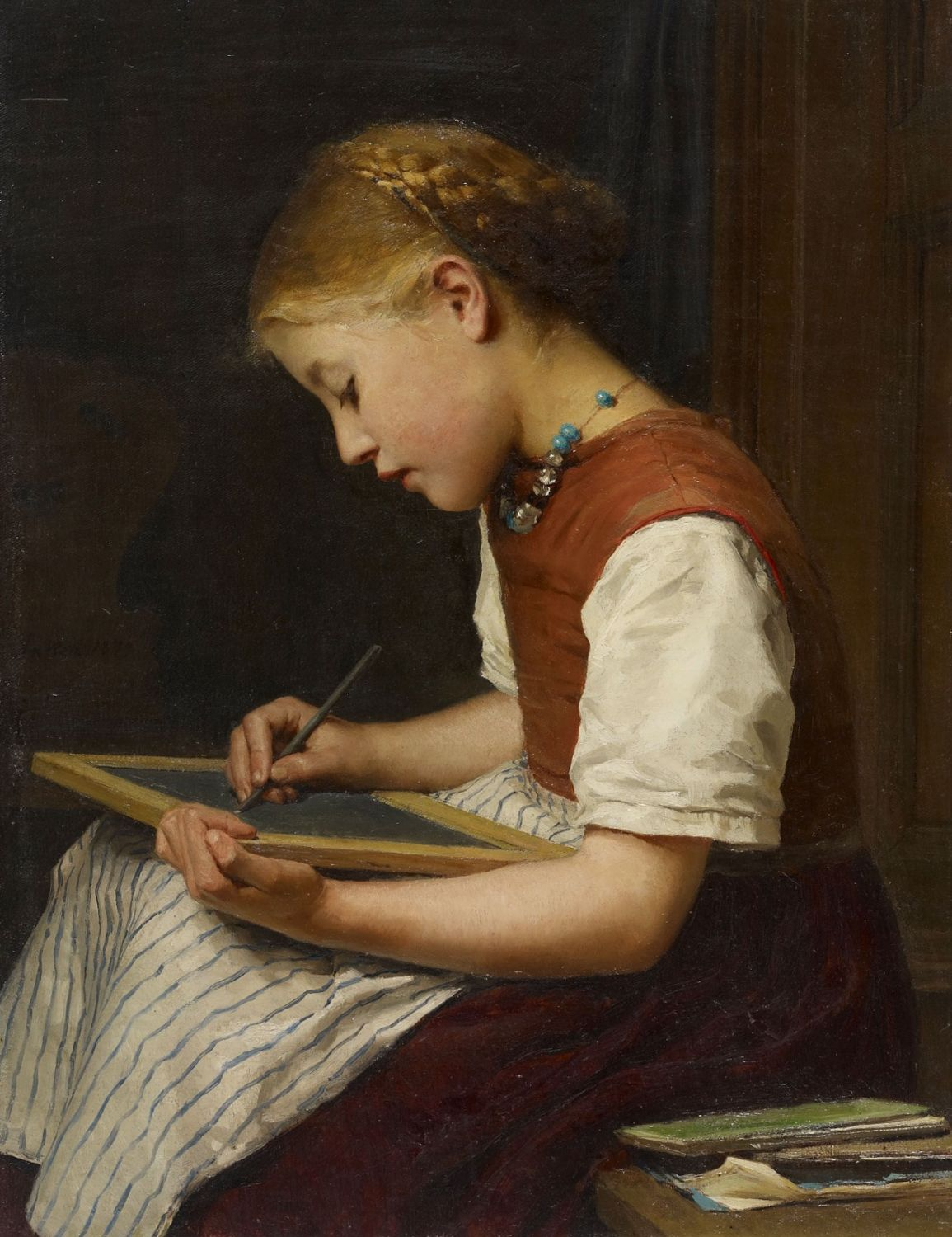
А. Анкер Девочка с аспидной доской.
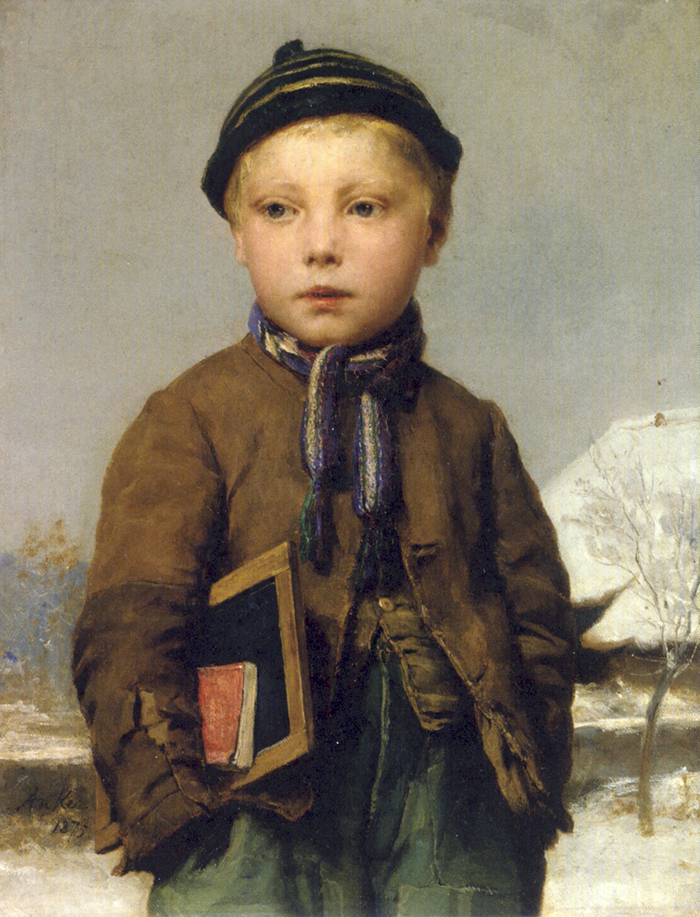
А. Анкер. Школьник с аспидной доской